# (52760) 1998 ML14
(52760) 1998 ML14 est un astéroïde Apollon et aréocroiseur, classé comme potentiellement dangereux. Il fut découvert par LINEAR à Socorro le 24 juin 1998.